# Mohamed Harmel
Pour les articles homonymes, voir Harmel.
Mohamed Harmel (arabe : محمد حرمل), né le 14 février 1929 à Tunis et mort le 18 septembre 2011 à Tunis, est un homme politique tunisien.
Premier secrétaire du Parti communiste tunisien de 1981 à 1993, Harmel devient président d'honneur du mouvement Ettajdid en 2007. Il est membre de la Chambre des conseillers de décembre 2008 à sa dissolution.

## Biographie

### Débuts de l'engagement
Né le 14 février 1929, issu d'une famille d'artisans chaouchis de Tunis, Harmel effectue ses études au Collège Sadiki de Tunis. Durant cette période, il s'engage politiquement au sein du Parti communiste tunisien (PCT) et entre dans la lutte pour l'indépendance de la Tunisie par la distribution de tracts à Tunis. Plus tard, il raconte : 
« Je n'ai jamais été destourien, j'ai commencé à militer dans le mouvement national sans jamais adhérer à aucun parti, puis j'ai entendu parler du Parti communiste, j'ai lu Marx et j'ai adhéré, en 1948, corps et âme, au Parti communiste qui a participé au mouvement national. »
Arrêté en septembre 1949 après une manifestation organisée par le Comité tunisien pour la liberté et la paix, il est détenu pendant quelques mois à la prison civile de Tunis. En mai 1951, lors du quatrième congrès du PCT, il est élu membre du comité central du parti.

Après un stage à l'école des instituteurs, il enseigne à partir de 1951 à Djebel Abiod et dans d'autres villes jusqu'en 1956. Mais, arrêté en février 1952 à Béja lors d'une manifestation contre la déportation des dirigeants nationalistes et communistes, il est envoyé au camp de Téboursouk,. Libéré en 1953, il dirige l'année suivante le journal Sawt el Oumma (La Voix de la nation) et retrouve la prison après avoir incité des dockers à boycotter un navire français transportant de l'équipement militaire. Il ne sort de prison qu'au moment de la venue en Tunisie de Pierre Mendès France le 31 juillet 1954. Revenant sur cet épisode de sa vie, Harmel explique qu'il est « passé devant le tribunal militaire » et qu'il était « passible d'une condamnation à mort ». Il raconte ainsi l'accès à l'indépendance de la Tunisie en 1956 : 
« Tout en étant heureux de l'indépendance, je me suis retrouvé d'emblée dans l'opposition parce que n'appartenant pas au Néo-Destour. Il s'est tout de suite posé un problème de cohabitation avec le Néo-Destour, qui prenait le pouvoir après avoir dirigé la lutte, et était de plus en plus hégémonique et intolérant. »
Il explique également que « l'ambiance a chauffé entre militants destouriens et communistes, durant notre emprisonnement à Téboursouk, et, ensuite, à chaque fois qu'on allait sur le terrain pour distribuer notre matériel ».
En mai 1956, lors du cinquième congrès du PCT, il est élu membre du bureau politique et du secrétariat. En 1957, il est tête de liste à Tunis pour les élections municipales. Avec l'interdiction du PCT en janvier 1963, il est arrêté le même mois, avec Abdelhamid Ben Mustapha et Hédi Jrad, et libéré après quelques mois. Harmel explique plus tard : « Dans ses discours, [Habib] Bourguiba nous reprochait d'avoir favorisé le complot de 1962 alors qu'on était tout à fait contre ». Il part alors à l'étranger, notamment en France, à Prague et Moscou, pour des raisons de santé et « gagner [sa] vie » selon ses propres dires. Après un exil de huit ans, il rentre en Tunisie en 1971.

### Premier secrétaire du Parti communiste tunisien
Il est élu en février 1981 premier secrétaire du Parti communiste tunisien lors du huitième congrès du parti, tenu dans la clandestinité, le parti étant encore interdit.
Le 18 juillet de la même année, Harmel raconte s'être rendu chez le président Habib Bourguiba à Skanès (Monastir) afin de le remercier d'avoir levé l'interdiction qui pesait depuis 18 ans sur les publications communistes. Bourguiba lui aurait alors demandé : « Mais qu'êtes-vous donc devenus, vous les communistes tunisiens qui faisiez parler de vous dans les années quarante et cinquante ? ». Harmel aurait alors répondu : « Nous ne sommes plus visibles parce que vous avez décidé, Monsieur le Président, d'interdire les activités du PCT ! ». Et Bourguiba de répondre, après quelques secondes de réflexion : « Levons donc aussitôt cette mesure d'interdiction ! ».
Le PCT est ainsi autorisé le jour même et, le 7 octobre, Harmel fonde Attariq Al Jadid, organe du PCT dont il devient le directeur responsable. Harmel est réélu en juin 1987 au poste de premier secrétaire du PCT lors du neuvième congrès tenu à Tunis.

### Leader d'Ettajdid
Le PCT est renommé mouvement Ettajdid en 1993. Élu député en 1994 et 1999, Harmel devient un temps président de la commission de l'immunité parlementaire et, par la même, le premier député de l'opposition à présider une commission.

Dépassant la limite d'âge fixée à 70 ans pour se présenter à l'élection présidentielle de 1999, il affirme qu'il ne se serait de toute façon pas présenté, quand bien même il aurait été autorisé à le faire. Apportant donc son soutien à la candidature du président Zine el-Abidine Ben Ali, il s'exprime ainsi à ce sujet dans le quotidien Al Chourouk le 5 juin 1999 : 
« J'ai participé au renforcement du consensus national autour du président Ben Ali ; comment pourrais-je alors me présenter comme son concurrent, comment pourrais-je soutenir ou voter pour une personne qui ferait concurrence à un homme que je considère sincèrement et avec conviction le mieux à même de conduire les affaires du pays ? »
Son leitmotiv politique est la « démocratie consensuelle » ; dans le manifeste électoral d'Ettajdid pour les élections législatives de 1999 est rappelée l'importance des « acquis du 7 novembre », le président Zine el-Abidine Ben Ali étant arrivé au pouvoir à cette date en 1987. Pour l'élection présidentielle de 2004, Harmel, âgé de 75 ans, se trouve à nouveau exclu car dépassant la limite d'âge. Il n'est pas réélu député lors des élections législatives alors qu'il est tête de liste pour la circonscription de Tunis I. Le conseil national d'Ettajdid produit alors un communiqué le 12 décembre pour dénoncer « l'exclusion de son secrétaire général de la Chambre des députés, mesure qui affecte le véritable pluralisme au sein de la Chambre ». Selon Larbi Chouikha, ce communiqué « recèle les traces des années 1990 quand le PCT prônait « la démocratie consensuelle » avec le pouvoir ».

### Alternance et membre de la Chambre des conseillers
Harmel quitte son poste de premier secrétaire du parti lors du congrès du 30 juillet 2007, lorsque lui succède Ahmed Brahim. Considéré comme l'un des chefs historiques du parti, il est proclamé — élu à l'unanimité par le congrès — président à titre honorifique, un poste exceptionnellement créé pour lui. Selon Brahim, « Harmel a lui-même voulu l'alternance au niveau de la direction », Harmel ayant en effet affirmé qu'il ne se présenterait pas au poste de secrétaire général. Pourtant, avant le congrès de 2007, il tient dans Attariq Al Jadid une rubrique intitulée « En toute franchise » dans la partie arabe et une autre intitulée « Point d'interrogation » dans la partie francophone. En août 2008, dans une lettre ouverte adressée aux lecteurs du journal, il explique pourquoi il n'a plus écrit dans le journal depuis cette date : 
« Cette sorte de mise à l'écart a commencé par la non publication de mon allocution d'ouverture des travaux du congrès dans le numéro spécial d'Ettarik El Jedid [Attariq Al Jadid], consacré au congrès, et quand la nouvelle série du journal est parue après le congrès mes deux rubriques ont été supprimées. Aujourd'hui, désirant renouveler ma contribution dans le journal, j'ai proposé d'assurer la rédaction d'une rubrique hebdomadaire une fois en arabe et une fois en français. Mais la direction du journal a posé des conditions quant à ma contribution. »
En 2011, il précise dans une interview qu'il a relevé de sa « propre volonté de [se] retirer de toute responsabilité d'organisation et de direction » et il explique aussi que « le congrès n'a pas précisé la nature de cette fonction [de président à titre honorifique], certains ont laissé un flou artistique, ça me choque vis-à-vis de ceux qui étaient mes camarades de lutte, mais ça ne me dérange pas. Car j'ai fait ce choix en mon âme et conscience et il est normal que d'autres personnes prennent la relève ».
En décembre 2008, il est nommé par le président Ben Ali comme membre de la Chambre des conseillers parmi les « personnalités et les compétences nationales », remplaçant ainsi l'avocat Habib Achour.
Il meurt le 18 septembre 2011. Ahmed Brahim lui rend alors hommage en déclarant que « la Tunisie perd un grand patriote et un grand militant pour la cause de la démocratie et du progrès au service du peuple ».
Il a un fils médecin, Ali, et un petit-fils, Mouha.